# Cryptofusus cryptocarinatus
Cryptofusus cryptocarinatus is een slakkensoort uit de familie van de Turbinellidae. De wetenschappelijke naam van de soort is voor het eerst geldig gepubliceerd in 1956 door Dell.